# 華盛頓都會區

華盛頓都會區衛星圖

华盛顿都会区（英语：Washington metropolitan area），通常也称为国家首都区，是以美国首都华盛顿特区为中心的都会区。该地区包括华盛顿特区和马里兰州、弗吉尼亚州和西弗吉尼亚州的部分地区。它是更大的巴尔的摩-华盛顿都会区的一部分。
华盛顿都会区是美国受教育程度最高、最富裕的大都市区之一。位于人口稠密的东北大城市南端，截至2020年美国人口普查，总人口为6,385,162人，使其成为全国第六大都会区和大西洋分部人口最多的大都市区。